# 伊维克
伊维克是毛里塔尼亚西海岸的一个城镇，位于阿尔金岩石礁国家公园内，属努瓦迪布湾省管辖。临近的城镇有Uad Guenifa (73.4 nm)、坎萨多 (72.0 nm)、Tanoudert (21.5 nm)、阿克茹特 (108.4 nm)、El Mamghar (32.4 nm), Regbet Thila (28.6 nm)、Tikattane (50.1 nm)等。
伊维克位于一小半岛上，西南3km处为提德拉岛，向北约10km是基奥内岛。